# Draft NFL 1948
Il Draft NFL 1948 si è tenuto il 19 dicembre 1947 al Fort Pitt Hotel di Pittsburgh.

## Primo giro
|  | = Pro Bowler |  | = Hall of Famer |

| Scelta | Squadra                                   | Giocatore          | Ruolo       | College                    |
| ------ | ----------------------------------------- | ------------------ | ----------- | -------------------------- |
| 1      | Washington Redskins                       | Harry Gilmer       | Halfback    | Alabama                    |
| 2      | New York Giants                           | Tony "Skip" Minisi | Halfback    | University of Pennsylvania |
| 3      | Chicago Bears (Da Detroit via Pittsburgh) | Bobby Layne        | Quarterback | Texas                      |
| 4      | Washington Redskins                       | Lowell Tew         | Back        | Alabama                    |
| 5      | Boston Yanks                              | Vaughn Mancha      | Centro      | Alabama                    |
| 6      | Detroit Lions (Da Los Angeles)            | Y.A. Tittle        | Quarterback | LSU                        |
| 7      | Green Bay Packers                         | Earl "Jug" Girard  | Back        | Wisconsin                  |
| 8      | Philadelphia Eagles                       | Clyde Scott        | Back        | Arkansas                   |
| 9      | Pittsburgh Steelers                       | Dan Edwards        | End         | Georgia                    |
| 10     | Chicago Bears                             | Max Bumgardner     | End         | Texas                      |
| 11     | Chicago Cardinals                         | Jim Spavital       | Fullback    | Oklahoma A&M               |

## Hall of Fame
All'annata 2013, tre giocatori della classe del Draft 1949 sono stati inseriti nella Pro Football Hall of Fame:
- Bobby Layne, Quarterback d Texas scelto come terzo assoluto dai Chicago Bears.

Induzione: Professional Football Hall of Fame, classe del 1967.
- Y.A. Tittle, Quarterback da LSU scelto come sesto assoluto dai Detroit Lions.

Induzione: Professional Football Hall of Fame, classe del 1971.
- Lou Creekmur, Tackle da William & Mary scelto come 243° dai Philadelphia Eagles e ancora nel secondo giro dello special draft 1950 dai Detroit Lions.

Induzione: Professional Football Hall of Fame, classe del 1996.